# نعجان (الدلم)
نعجان هي مركز من فئة (أ) تقع في محافظة الخرج وتبعد عن مدينة السيح 5 كلم، وعن مدينة الرياض بحوالي 75 كلم.  .

## الموقع
تقع مركز نعجان في الجزء الغربي لمحافظة الخرج على الطريق السريع المتجهة من العاصمة الرياض- عسير وتبعد عن مدينة السيح عاصمة الخرج 10 كم وعن مدينة الرياض 75 كيلاً ويحدها من الشمال مدينة الضبيعة وجنوباً مدينة الدلم حتى جبل أبو ولد ومن جهة الغرب وادي العين حتى جبل المقرن ومن جهة الشرق كثبان الضاحي حتى مدينة السيح ويبلغ عدد سكانها أكثر من 10 آلاف نسمة وتقدر المساحة الإجمالية للمدينة وتوابعها 6 كم2 تقريباً وهي من القرى القديمة وتشتهر بوفرة مياهها وخصوبة ترتبها حيث كانت وما زالت مفيض وادي العين المنحدر من جبال علية التي تبعد عن نعجان ما يقرب من 30 كم غرباً وكانت نعجان تسمى قديماً الملحاء.. وذكر عن ياقوت انه نقل عن الحفصي قولة الملحاء قرية من قرى الخرج.

## معالم نعجان
- جبل أبو ولد

هو أحد المعالم التي تقع غرب نعجان ويعد من المعالم البارزة.
- حزم الرويشن

هو حزم متوسط الارتفاع على بعد ستة كيلو مترات تقريباً غرب مركز المدينة الحالي والمسماة بالديرة بمحاذاة وادي العين وسمي بالرويشن لتوسط ارتفاعه.
•جامع نعجان الكبير
هو أكبر جامع موجود في نعجان يقع في حي الديرة في منتصف نعجان وروعي في تصميم هذا الجامع متطلبات واحتياجات ذوي الاحتياجات الخاصة وكبار السن، حيث خصص لهم سلالم ودورات مياه ومداخل خاصة إضافة إلى وسائل السلامة، وهو المسجد الوحيد الذي يصلى فيه على الجنازة، تبلغ مساحة المسجد حوالي (1000) متر مربع، ويتسع لأكثر من 3000 مصلِ ومصليه، اقيمت أول صلاة جمعة في 2 رمضان من العام 1432هـ

## التعليم
كان التعليم في نعجان في السابق يتم في الكتاتيب والدراسة في المساجد وقد بدأ التعليم في نعجان كغيرها من مدن وقرى المملكة بداية بسيطة على أيدي أئمة المساجد والقراء في ذلك الوقت، فكانت الدراسة تقتصر على القرآن الكريم في المسجد الجامع بالبلدة، وكان يتم تعليم البنين والبنات من صغار السن كل في مكان مستقل، وكانت تقام الأفراح بمناسبة ختم الدارس القرآن الكريم شكراً لله على ما أنعم به على هذا الابن من حفظ القرآن الكريم ولم تكن هناك رواتب للقراء في ذلك الوقت، واستمر التعليم بهذه الطريقة البسيطة وبالإمكانات المتواضعة حتى عام 1374هـ حيث افتتحت أول مدرسة حكومية في نعجان، ثم أنشئت أول مدرسة متوسطة في عام 1389هـ بدأت من فصل واحد وعشرين طالباً، وكانت ملحقة بالمدرسة الابتدائية حتى تم فصلها فأصبحت لها إدارة مستقلة ومبنى مستقل، بعد ذلك تم فتح فصل ثانوي للصف الأول بالمتوسطة حتى أصبحت ثانوية نعجان مكتملة النمو وقد تخرج منها عدد كبير واصلوا تعليمهم الجامعي. أما تعليم الفتاة فقد بدأ في نعجان بافتتاح أول مدرسة ابتدائية عام 1389/1388هـ، والآن يوجد في البلدة مدرسة متوسطة وثانوية.

## الزراعة وامراء نعجان
ويعمل أهالي نعجان في الزراعة وأشهر المحاصيل التي تتم زراعتها في نعجان وتشتهر بها هما الباذنجان والفلفل، تقدر مزارع نعجان بأكثر من 1000 مزرعة وتضم بين جنباتها النخيل بأنواعه المختلفة ومركز نعجان يشقه وادي نعجان الذي يأتي من جبال العين غرب نعجان.
وهم حسب الترتيب والتسلسل الزمني من بداية الدولة السعودية الأولى ثم الدولة السعودية الثانية ثم الدولة السعودية الثالثة وحتى وقتنا الحالي :ـ
- حمد بن بكر الخالدي
- عيسى بن أحمد آل غملاس
- رشيد بن حمد آل رشيد
- عبد العزيز بن سليمان
- حمد بن عبد الله آل رشيد
- ناصر بن عبد العزيز آل سليمان
- زيد بن عبد الله آل سليمان
- رشيد بن محمد ال رشيد
- عبد الله بن عبد العزيز آل سليمان
- عبد الله بن عيسى آل فهيد
- عبد الله بن حمد آل رشيد
- عبد الرحمن بن عبد الله بن خميس
- محمد بن سويد بن علي آل سويد

رؤساء المركز منذ قرار إلغاء الإمارة
- سويد بن محمد آل سويد
- فهد بن عبد الله المسعود
- ناصر بن زيد الخثلان
- سالم بن سيف بن قاسم القحطاني
- عبد الله بن غالب الميزاني
- زابن بن معجب بن زابن العجمي

## الآثار في نعجان
- بئر مباركة

وتقع شرق طريق الرياض السريع شمال المجرى الحالي لوادي العين وقد رصفت بأحجار خاصة تم قطعها وجلبها من الجبال المجاورة للمدينة.
- خزان نعجان القديم ((المروى))

بناه صاحب السمو الأمير سعود الكبير واتم بناءه ابنه الأمير محمد بن سعود الكبير وذلك في مزرعة سمحة لأبناء حمد آل رشيد ومازلت جزء منه موجود وهو قريب من جامع نعجان حاليا ولايزال فس وقتنا الحالي ويمكلك المزرعة العم محمد بن حمد الرشيد وكانت المروى من قديم الزمان مياه يشرب منها اهالي نعجان وكان الجميع ياتي إلى المزرعة لكي يشرب ومتوقفه حاليا بدايه عهد الملك فيصل تقريبا وسميت مروى لانه يرويون منها الناس (يشربون منها) ومازال أبناء حمد واحفاده يسمون إلى هذا الحين باهل المروى سوا من عائله ال رشيد الشبله الخالدي أو من اهالي منطقه الخرج كافه يعرفون بها وايضا معروف عند خادم الحرمين الشريفين الملك سلمان بن عبد العزيز سعود واطال في عمره وذكرها ذالك كثير من المؤرخين والمعاصرين ايضا والمحبين للتاريخ ومازال كثير منهم على قيد الحياه الذي اعمارهم تتجاوز الخمسين عاما وفوق
- بئر الوسيطا

تقع غرب طريق الرياض السريع شمال المجرى الحالي لوادي العين (والسبعة والركية والرفيعة والقبيلية ومباركة) وتقع هذه الآبار الخمس الأخيرة غرب طريق الرياض السريع جنوب المجرى الحالي لوادي العين بنعجان.
- حائط الحلة

ان الهدف الأساسي من إحاطة القرى أو البلدان قديماً بسور هو تحصينها من هجمات الأعداء واللصوص لذا فإن بناء هذا السور يتم وفقاً لتصميم هندسي خاص يختلف عن تصاميم الجدران والمنازل الأخرى.